# 小行星13770
小行星13770（13770 Commerson）是一颗绕太阳运转的小行星，为主小行星带小行星。该小行星于1998年9月20日发现。

## 轨道参数
小行星13770的轨道半长轴为3.0529377 UA，离心率为0.092。